# Vrbić
Vrbić (en serbe cyrillique : Врбић) est un village de Serbie situé dans la municipalité de Krupanj, district de Mačva. Au recensement de 2011, il comptait 462 habitants.

## Démographie
| 1948  | 1953  | 1961 | 1971 | 1981 | 1991 | 2002 | 2011 |
| ----- | ----- | ---- | ---- | ---- | ---- | ---- | ---- |
| 1 106 | 1 041 | 981  | 870  | 773  | 660  | 578  | 462  |

|  |